# Björsjön (Drängsereds socken, Halland)
Björsjön är en sjö i Hylte kommun i Halland och ingår i Ätrans huvudavrinningsområde.